# Роман Владимирович (князь углицкий)
Рома́н Влади́мирович (ум. 3 февраля 1285 года) — удельный князь Углицкий с 1261 до 1285 год.
Младший сын углицкого князя Владимира Константиновича (ум. 1249) и супруги его княгини Евдокии Ингваревны (ум. 1278), дочери князя Ингваря Игоревича Рязанского. Имел брата, удельного (1249—1261) углицкого князя Андрея Владимировича.

## Биография
Упоминается в летописях только по случаю кончины: в Троицкой летописи сказано, что он скончался в 1283 году; в первой же Софийской и Воскресенской летописях годом его кончины показан 1285-й. Некоторые сведения о нём мы почерпаем из «Истории города Углича», в основание которой положены по-видимому, какие-то местные летописи.
При нём, по словам одной из местных летописей, «Угличское княжество, по числу седми городов, Семиградным именовалося». Города эти были следующие: Кашин, Бежецкий Верх, Железный Устюг, Дмитров, Звенигород, Романов) и Углич, как столица. Кроме того, ему были подвластны слободы: «Борисоглебская, от нея же Романов начало восприим; Рыбная слобода, или Рыбинская, Молочная… Сии великосадные слободы, так же и иные многия веси и села во одержании своем Углич имеяше». На основании углицких летописей «История Углича» считает князя Романа Владимировича основателем города Романова, но Экземплярский называет основателем этого города сына Ярославского князя Василия Грозного — тоже Романа.

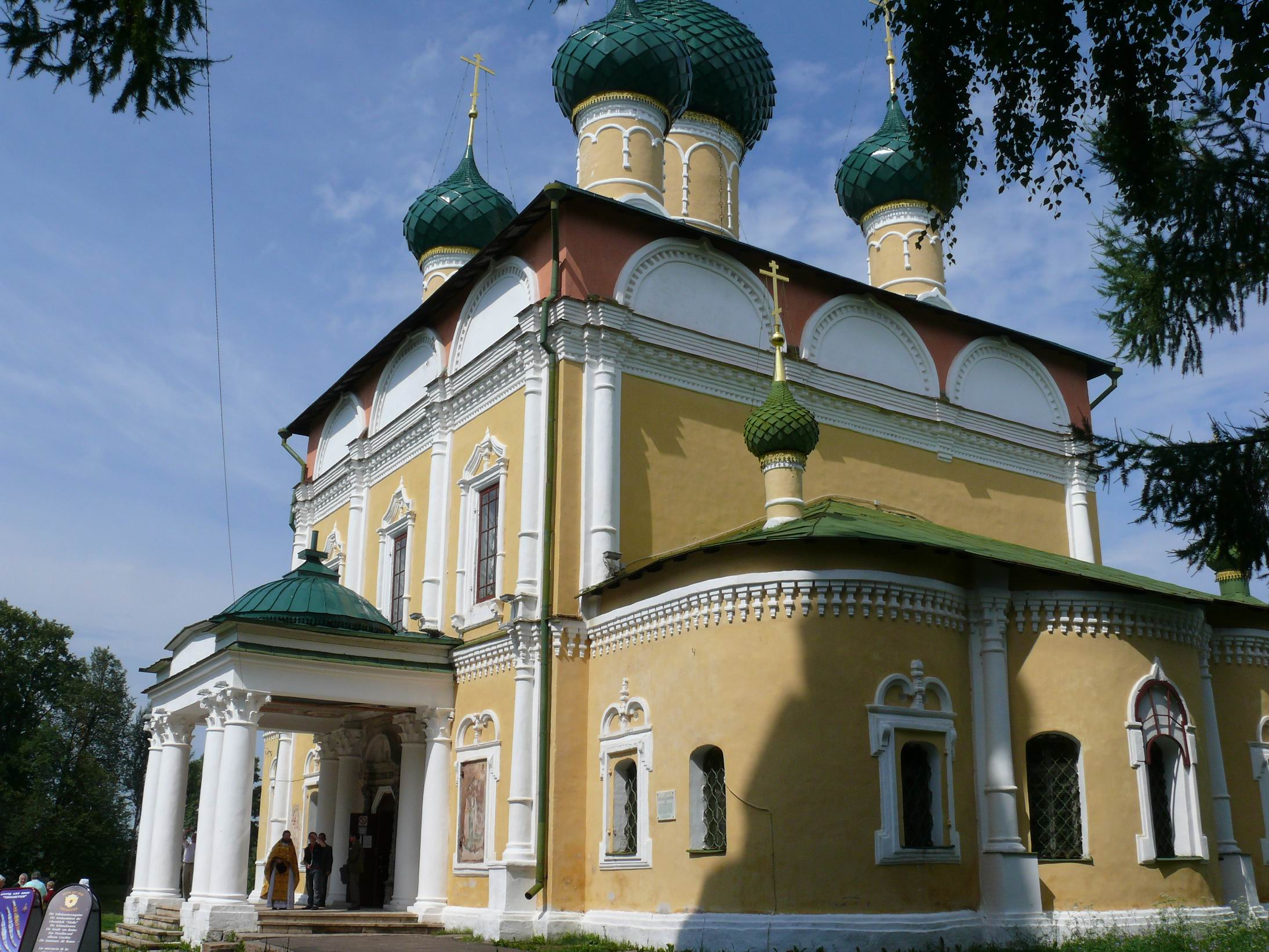
Преображенский собор Углича

По словам автора «Истории города Углича» Ф. Х. Кисселя, Роман был истинным отцом подданных: строил больницы и странноприимные дома в Угличе и в монастырях, причём больницы содержались на его счёт, странноприимные дома — на счёт монастырей. Он же построил в Угличе, других городах и сёлах 15 церквей. Автор «Истории Углича» представляет князя Романа Владимировича не только, как мудрого правителя, любившего беседовать с умными и опытными людьми, но как подвижника, преисполненного религиозных чувств, пламенные молитвы которого спасли Углич от разорения монголо-татар. Молва о кротком, мудром и милосердном князе привлекала в Углич народ даже из других княжеств, вследствие чего город расширялся и украшался.
Князь Роман был женат на Александре, неизвестной по происхождению, скончавшейся раньше чем он; потомства у них не осталось. По свидетельству летописца, приводимому Кисселем, князь Роман, предузнав свою кончину, созвал бояр и духовенство во дворец и завещал им жить в мире, любви и согласии. Углич перешёл после его смерти к его двоюродным братьям, князьям Ростовским. Если верить «Истории города Углича», то князь Роман скончался 3 февраля 1285 года, будучи 60 лет от роду; между тем, Лаврентьевская летопись считает, что отец его, князь Владимир Константинович, женился в 1232 году, а старше Романа был Андрей; следовательно, Роману не могло быть 60 лет, а меньше. Тело князя Романа положено было в Углицкой церкви Преображения.

## Почитание

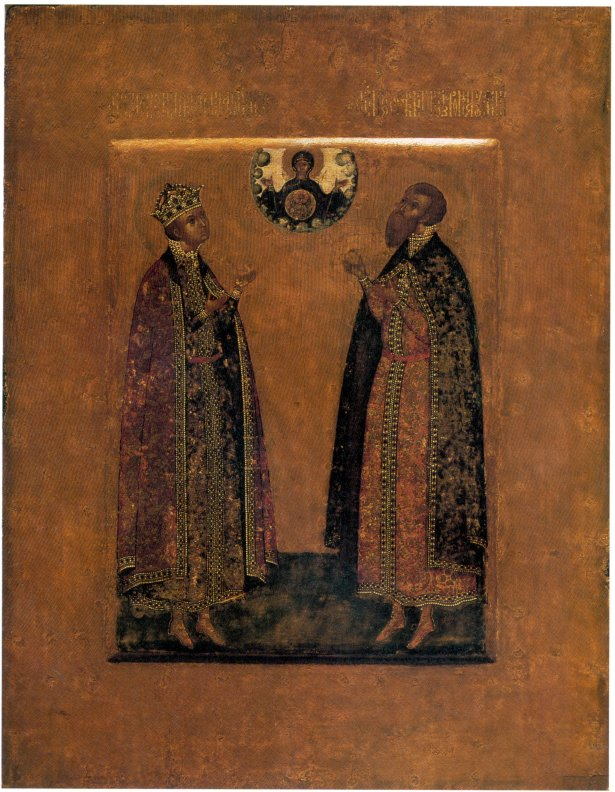
Прокопий Чирин (?). «Царевич Дмитрий и князь Роман Угличский». Икона первой половины XVII века

В 1486 году при основании нового соборного храма обретены были нетленные мощи благоверного князя Романа.
По распоряжению патриарха Иова мощи были вновь освидетельствованы Казанским митрополитом Гермогеном в 1595 или 1605 годах. Николай Барсуков в «Агиографии» принимает первый из этих годов, Василий Ключевский в «Древнерусских житиях святых» — второй год, основываясь на свидетельстве сохранившегося описания чудес Романа, которые начались 3 (13) февраля 1605 года, и тогда же Казанский митрополит Гермоген свидетельствовал мощи, а Семён Алферьев с иноком Сергием написали «повесть» о нём, стихиры и каноны.
В 1609 году поляки сожгли соборный храм в Угличе и святые мощи князя; погибло и житие с первыми чудесами. Останки мощей на начало XX века находились в приделе собора, устроенном во имя князя Романа, и продолжали считаться исцеляющими; сохранились служба князю и описание чудес со 2 по 12 (22) марта 1605 года.
Память благоверного князя Романа Угличского празднуется 3 (16) февраля в день преставления и 23 мая (5 июня) вместе с Собором Ростово-Ярославских святых.

## Критика
В родословной книге М. Г. Спиридова у князя Романа Владимировича показан сын князь Дмитрий Романович. В поколенной росписи поданной в 1682 году в Палату родословных дел он показан бездетным.